# 北緯80度線
北緯80度線（ほくい80どせん）は、地球の赤道面より北に80度の角度を成す緯線。北極内部にあり、大西洋、北極海、ヨーロッパ、アジア、北アメリカを通過する。
この緯度の下では、4月14日頃から8月30日頃までの約4か月半の間は白夜になり、10月21日頃から2月21日頃までの約4か月間は極夜になる。

## 通過する地域一覧
北緯80度線は、本初子午線から東に向かって以下の場所を通っている。
| 地理座標                                               | 国土・領土・領海   | 備考 |
| ------------------------------------------------------ | ------------------ | --- |
| 北緯80度0分 東経0度0分 / 北緯80.000度 東経0.000度      | 大西洋             | グリーンランド海 |
| 北緯80度0分 東経15度58分 / 北緯80.000度 東経15.967度   | ノルウェー         | スヴァールバル諸島 - スピッツベルゲン島                                                                                    |
| 北緯80度0分 東経16度33分 / 北緯80.000度 東経16.550度   | 大西洋             | グリーンランド海 |
| 北緯80度0分 東経18度38分 / 北緯80.000度 東経18.633度   | ノルウェー         | スヴァールバル諸島 - 北東島                                                                                                |
| 北緯80度0分 東経27度10分 / 北緯80.000度 東経27.167度   | バレンツ海         | Storøya島とクヴィト島（スヴァールバル諸島、 ノルウェー）のちょうど南を通過。 · ビクトリア島（ ロシア）のちょうど南を通過。 |
| 北緯80度0分 東経50度34分 / 北緯80.000度 東経50.567度   | ロシア             | ゼムリャフランツァヨシファ - ノルトブルク島                                                                                |
| 北緯80度0分 東経51度12分 / 北緯80.000度 東経51.200度   | バレンツ海         | |
| 北緯80度0分 東経58度47分 / 北緯80.000度 東経58.783度   | ロシア             | ゼムリャフランツァヨシファ - サルム島                                                                                      |
| 北緯80度0分 東経60度0分 / 北緯80.000度 東経60.000度    | バレンツ海         | |
| 北緯80度0分 東経66度13分 / 北緯80.000度 東経66.217度   | カラ海             | |
| 北緯80度0分 東経91度18分 / 北緯80.000度 東経91.300度   | ロシア             | セヴェルナヤ・ゼムリャ諸島 - ピオネール島、十月革命島                                                                      |
| 北緯80度0分 東経99度20分 / 北緯80.000度 東経99.333度   | ラプテフ海         | |
| 北緯80度0分 東経105度40分 / 北緯80.000度 東経105.667度 | 北極海             | |
| 北緯80度0分 西経100度9分 / 北緯80.000度 西経100.150度  | カナダ             | ヌナブト準州 - マイエン島                                                                                                  |
| 北緯80度0分 西経98度45分 / 北緯80.000度 西経98.750度   | スベルドルップ海峡 | |
| 北緯80度0分 西経96度37分 / 北緯80.000度 西経96.617度   | カナダ             | ヌナブト準州 - アクセルハイバーグ島                                                                                        |
| 北緯80度0分 西経87度9分 / 北緯80.000度 西経87.150度    | ユーレカ海峡       | |
| 北緯80度0分 西経86度12分 / 北緯80.000度 西経86.200度   | カナダ             | ヌナブト準州 - Fosheim半島、エルズミーア島                                                                                 |
| 北緯80度0分 西経82度44分 / 北緯80.000度 西経82.733度   | カノン・フィヨルド | |
| 北緯80度0分 西経82度1分 / 北緯80.000度 西経82.017度    | カナダ             | ヌナブト準州 - エルズミーア島                                                                                              |
| 北緯80度0分 西経70度40分 / 北緯80.000度 西経70.667度   | ネアズ海峡         | |
| 北緯80度0分 西経65度3分 / 北緯80.000度 西経65.050度    | グリーンランド     | |
| 北緯80度0分 西経17度9分 / 北緯80.000度 西経17.150度    | 北極海             | グリーンランド海 |